# انجیل شیطانی

کتاب انجیل شیطان

انجیل شیطانی (به انگلیسی: The Satanic Bible) توسط انتان لاوی در ۱۹۶۹ نوشته شد.
این کتاب شامل ۴ کتاب (فصل) است که به نام‌های ۴ شیطان (چهار ارباب دوزخ) نامیده شده:

## کتاب شیطان (Satan)
معرفی شاعرانه‌ای از مشخصات شیطان پرستی، برگرفته از عبارات رَگنر ردبرد (Ragnar Redbeard)

## کتابلوسیفر(Lucifer)
روشنگری، مبانی مذهبی شیطان‌پرستی.
1. خدا، مرده یا زنده
2. برخی شواهد عصر شیطانی جدید
3. دوزخ، اهریمن و چگونه روح خود را واگذار کنید
4. عشق و نفرت
5. روابط جنسی شیطانی
6. همهٔ خونخواران، خون نمی‌مکند
7. اختیار، نه اجبار
8. انتخابی از قربانی بشر
9. زندگی پس از مرگ در طول تکامل نفس
10. تعطیلات مذهبی
11. مراسم عشاء سیاه

## کتاببلیال(Belial)
شامل اصول نظری و تمرینات آئین پرستش شیطانی، جادوگری و روانشناسانه.
1. نظریه و تمرین سحر شیطانی (تعریف و هدف)
2. انواع سه‌گانه آئین پرستش شیطان
3. آئین پرستش شیطان، یا <<اتاقک تشریح عقلانی>>
4. اجزای کاربردی در سحر شیطانی
5. آئین پرستش شیطانی

## کتابلویاتان(Leviathan)
شامل متن‌هایی برای استفاده در آئین پرستش شیطان.